# Heerstraat
 Heerstraat (Limburgs: Haersjtraot, of Hièrewaeg?) is de naam van een straat en een buurtschap in de gemeente Valkenburg aan de Geul in de Nederlandse provincie Limburg. De buurtschap ligt ten zuiden van het gehucht IJzeren op het Plateau van Margraten.
Heerstraat dankt zijn naam aan de oude weg (heerweg) van Maastricht naar Aken, ook wel Oude Akerweg genoemd, nog te herkennen aan straatnamen als Heerstraat en Oude Heerweg.
In Heerstraat zijn de broers Huub, Jan en Ger Harings geboren, alle drie bekende wielrenners in de jaren zestig en zeventig.
Op de kruising van de Heerstraat met de Margraterweg staat een boerderij van mergel versierd met bakstenen lijsten. Op de kruisingen met verschillende holle wegen staan wegkruisen.

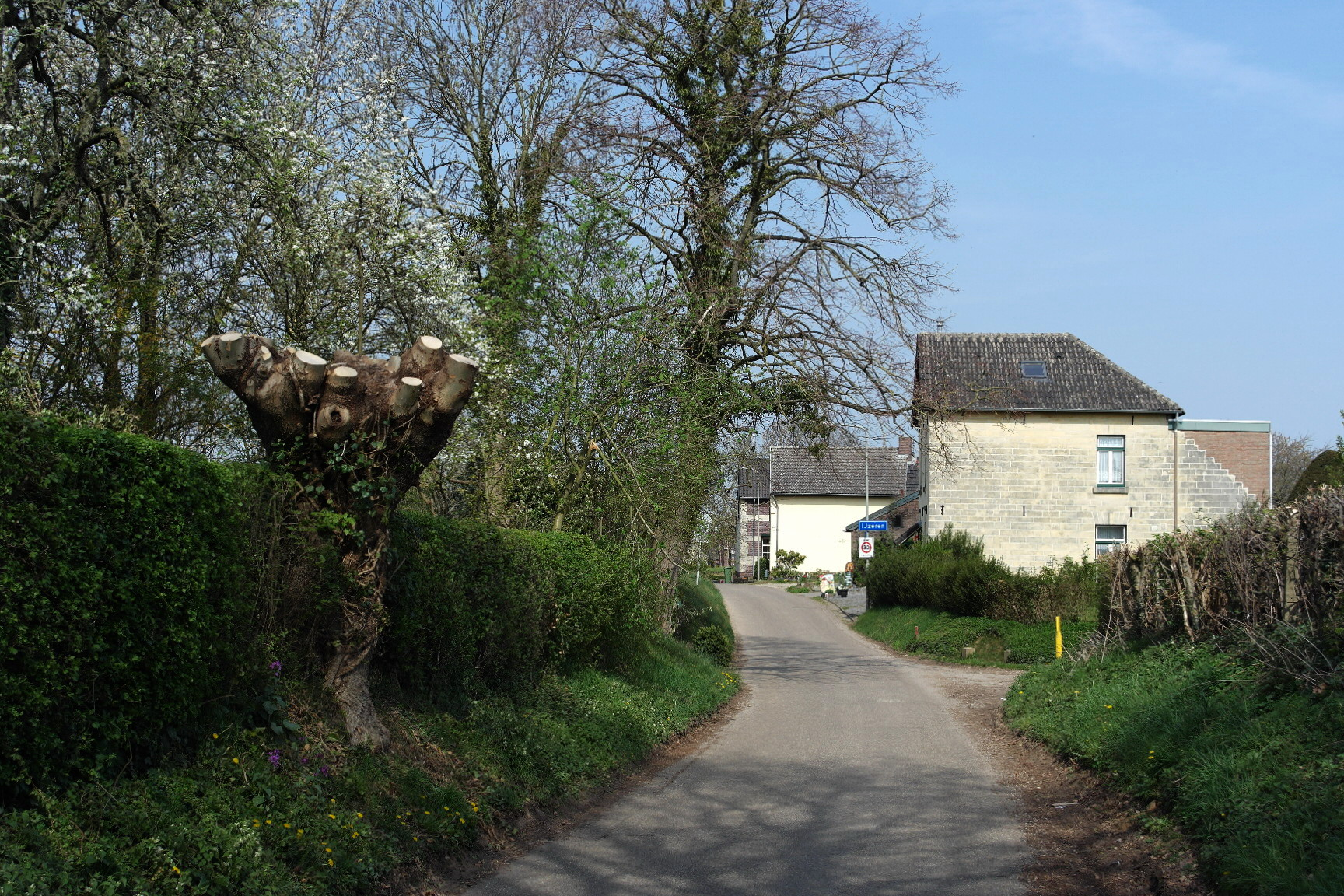
Heerstraat, komende van Margraten
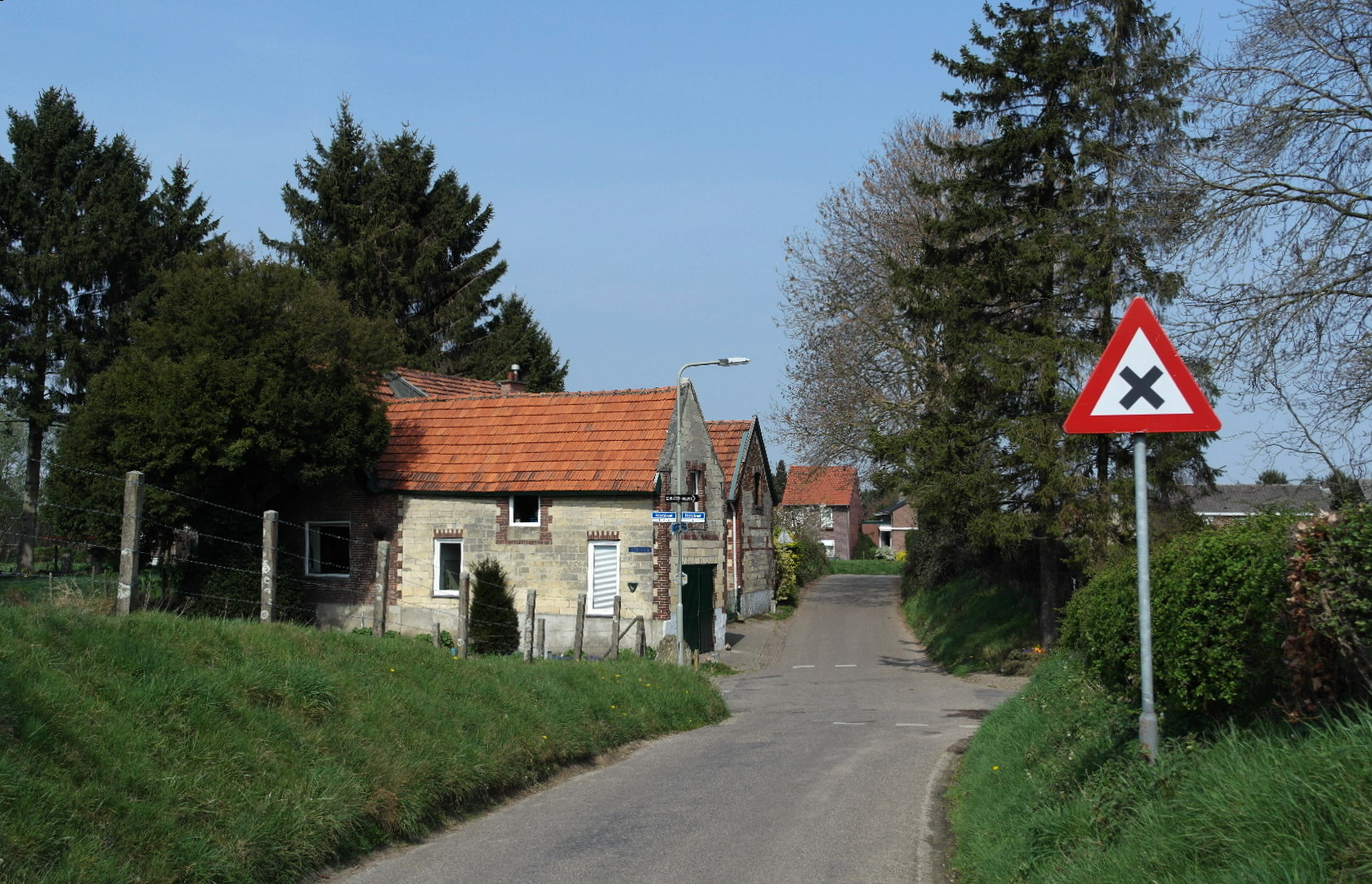
Kruising Heerstraat met wegkruis
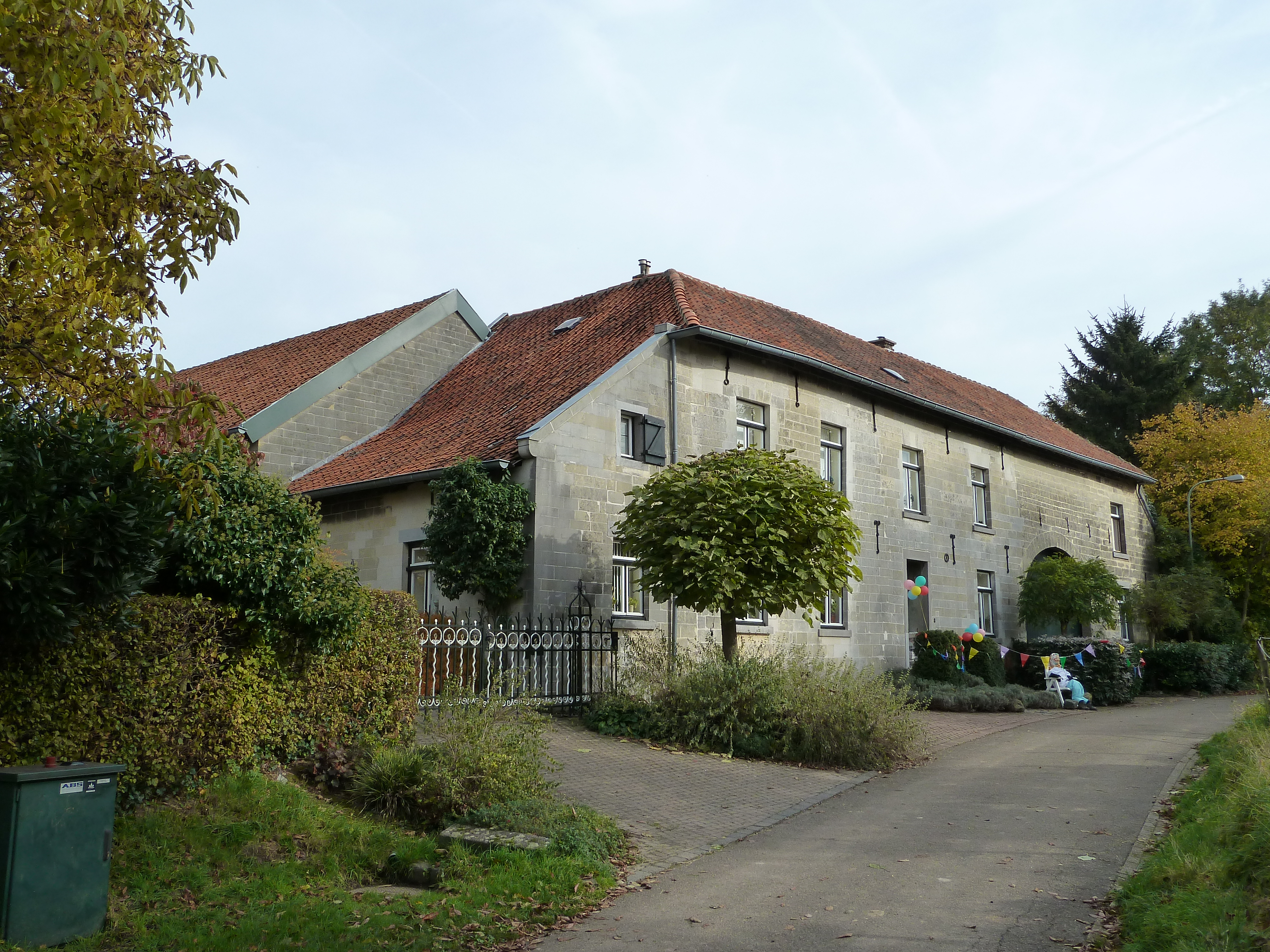
Rijksmonument Heerstraat 8
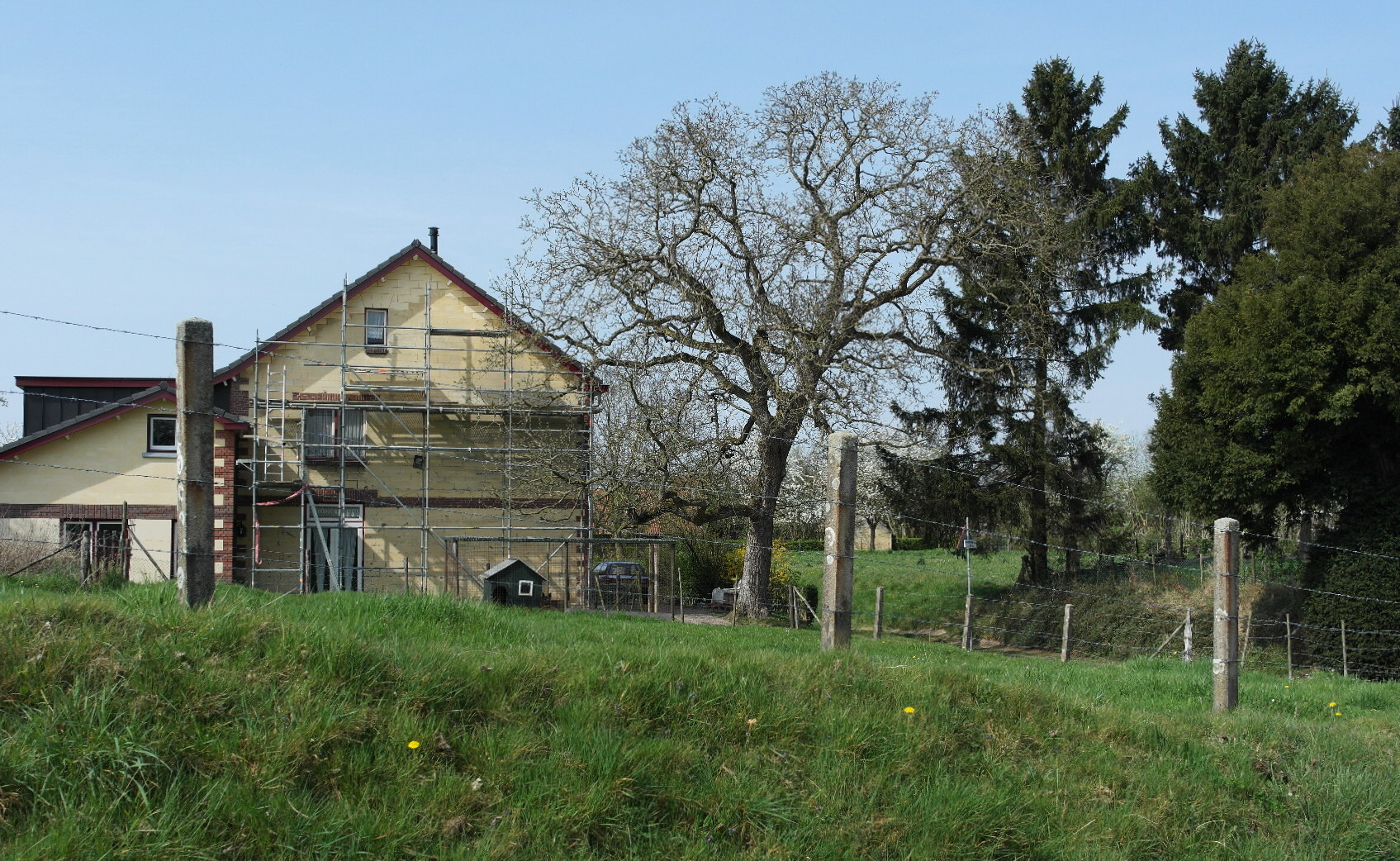
Boerderij in het groen

Dorpen: Berg · Broekhem · Houthem · Oud-Valkenburg · Schin op Geul · Sibbe · Valkenburg · Vilt

Gehuchten: Emmaberg · Engwegen · Geulhem · Heek · Heerstraat · IJzeren · Keutenberg · Neerhem · Plenkert · Schoonbron · Sint Gerlach · Strabeek · Strucht · Terblijt · Vroenhof · Walem

Limburg: Steden en dorpen      Nederland: Provincies · Gemeenten